# San Juan Juquila Mixes
  San Juan Juquila Mixes  est un village et une municipalité de Oaxaca dans le sud-ouest du Mexique. La municipalité couvre une superficie de  227.1 km². En 2005, la population recensée dans cette municipalité était de 3557 habitants,. 